# Estación de San Esteban de Pravia

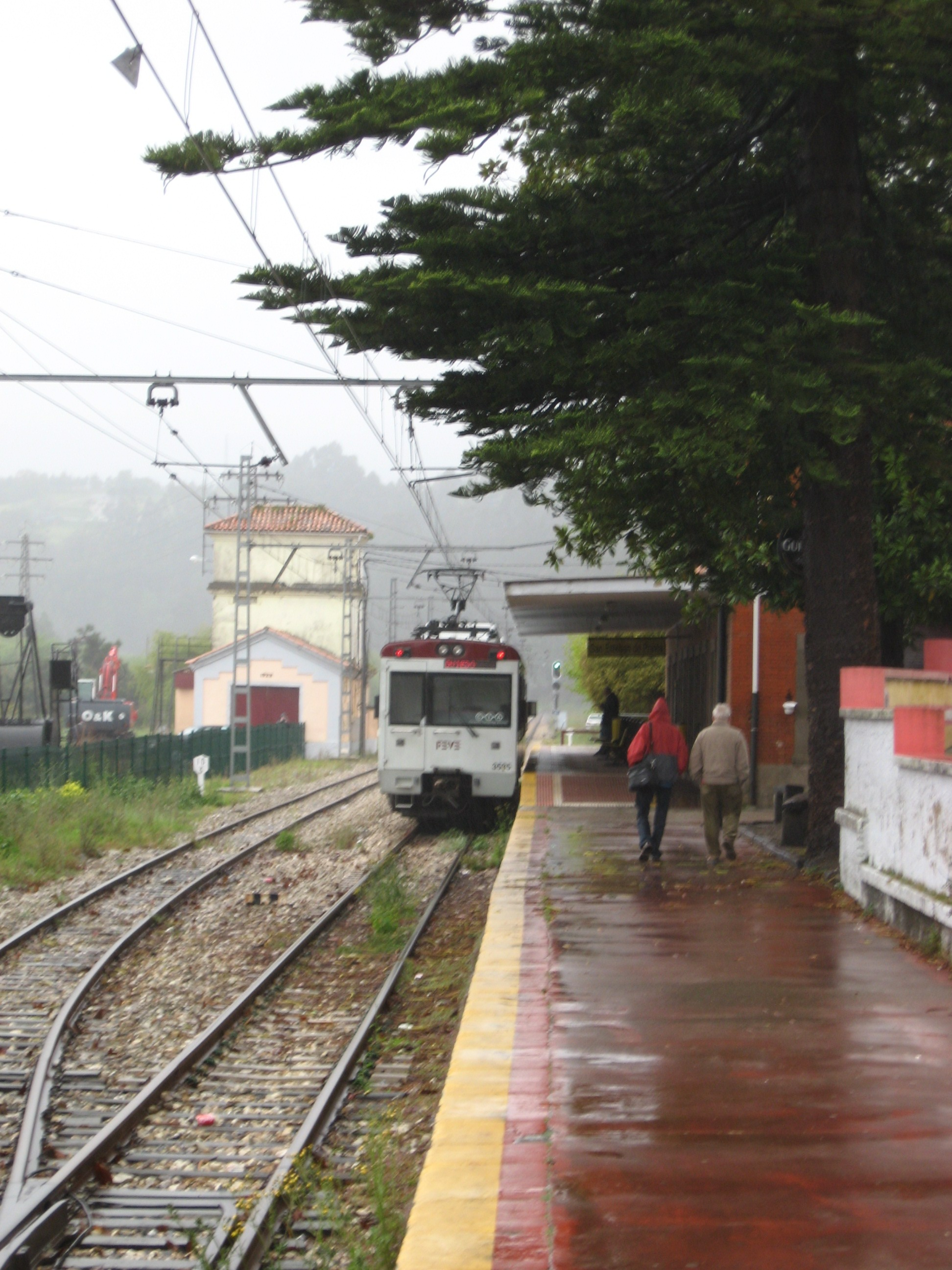
Vista de la Estación de San Esteban.

La estación de San Esteban de Pravia (oficialmente San Esteban) es una estación de ferrocarril situada en el centro de la localidad de San Esteban de Pravia, en el municipio español de Muros del Nalón, en el Principado de Asturias. Forma parte de la red de vía estrecha operada por Renfe Operadora a través de su división comercial Renfe Cercanías AM. Está integrada dentro del núcleo de Cercanías Asturias, siendo la cabecera de la línea C-7 (antigua F-7), que realiza el recorrido Oviedo - Pravia - San Esteban.

## Situación ferroviaria
Se encuentra en el punto kilométrico 59,125 de las líneas férreas de ancho métrico de Oviedo a Fuso de la Reina y San Esteban de Pravia, y a Ujo y Collanzo, en su sección de Fuso a San Esteban. La estación se sitúa a 9 metros de altitud.

## Historia
La línea Trubia-San Esteban fue completada en 1904 por la Sociedad General de Ferrocarriles Vasco Asturiana, para cargar carbón en el puerto de San Esteban con dirección al País Vasco. En la actualidad, forma parte de la red de ancho métrico de Adif, y cuenta con servicios operados por Renfe Operadora, a través de Renfe Cercanías AM. 
El edificio de la estación albergaba una oficina de Correos, que actualmente se encuentra cerrada.

## Servicios ferroviarios

### Cercanías
La estación forma parte de la línea C-7 Oviedo - Pravia - San Esteban de Cercanías Asturias. Cuenta, de lunes a viernes, con una frecuencia de un tren por hora a Oviedo, que en fines de semana se reduce a uno cada dos horas.
| procedencia/destino | < estación | Línea | estación > | destino/procedencia |
| ------------------- | ---------- | ----- | ---------- | ------------------- |
| Oviedo              | San Ranón  |       | Terminal   | Terminal            |